# Halvar Björk
Erik Halvar Bertil Björk (født 22. september 1928, død 12. november 2000) var en svensk skuespiller. Han arbejdede på Malmö stadsteater fra 1962 til 1986 og havde mange filmroller. Han medvirkede i for eksempel filmene Høstsonaten (1978) og Søndagsbarn (1992) af Ingmar Bergman samt Dunderklumpen! (1974) af Per Åhlin. I 1972 optrådte han i et enkelt afsnit af den danske serie Huset på Christianshavn.
Halvar Björk vandt i 1968 en Guldbagge for sin præstation i filmen Badarna (1968). Han døde af kræft den 12. november 2000.

## Udvalgt filmografi
- Ödets man (tv-film, 1960)
- Vildanden (tv-film, 1961)
- Kærlighed 1-1000 (1967)
- Badarna (1968)
- Skuddet (1969)
- Emigranterne (1971)
- Deadline (1971)
- Nybyggerne (1972)
- Huset på Christianshavn (tv-serie, 1972)
- Dunderklumpen! (1974)
- Soldat med brutet gevär (tv-serie, 1977)
- Høstsonaten (1978)
- Blomstrende tider (1980)
- Hedebyborna (tv-serie, 1982)
- Ta' den ring (tv-serie, 1982)
- Mig og damerne (1983)
- Søndagsbarn (1992)
- Kejseren af Portugalien (tv-serie, 1992)
- Illusioner (1994)
- Julens hjältar (tv-serie, 1999)